# Ney (Francja)
Ney – miejscowość i gmina we Francji, w regionie Burgundia-Franche-Comté, w departamencie Jura.
Według danych na rok 1990 gminę zamieszkiwało 541 osób, a gęstość zaludnienia wynosiła 75 osób/km² (wśród 1786 gmin Franche-Comté Ney plasuje się na 290. miejscu pod względem liczby ludności, natomiast pod względem powierzchni na miejscu 624.).